# 桂山书院
桂山书院，位于中国广东省韶关市始兴县隘子镇，为始兴县的一个县级文物保护单位，类型为古建筑，公布时间为1990年7月13日。
桂山书院的历史年代为清代。